# M-406
La M-406 es una carretera perteneciente a la Red Principal (Comunidad de Madrid) de la Comunidad de Madrid (España), con una longitud de 15,253 km.

## Características
Está dividida en dos partes:
- A-5/A-42: este tramo comienza en la intersección de las avenidas de Los Castillos y Lisboa del municipio de Alcorcón, enlazando tanto con la A-5 como con la M-40, y bordea el barrio San José de Valderas de este mismo municipio, llega a Leganés de donde salen la M-407 hacia Griñón y la M-409 hacia Fuenlabrada  (después de esta salida la autovía pasa a carretera con intersecciones), y termina en la A-42 junto al Hospital de Getafe. Este tramo tiene una longitud de 10,8 km.
- A-42/A-4: es un tramo que comienza en el barrio del Sector 3 y termina en la A-4 junto a los polígonos de San Marcos y Los Ángeles. Este tramo tiene una longitud de 5.8 km.

## Tráfico
Esta carretera registra una intensidad circulatoria importante que se sitúa por encima de los 30 000 vehículos diarios en la mayoría de los tramos. La intensidad media diaria de 2012 se detalla en esta tabla:
| KM     | Intensidad media diaria | % Vehículos pesados | Ubicación del P.K. de medición            |
| ------ | ----------------------- | ------------------- | ----------------------------------------- |
| 2,230  | 24 133                  | 10,74               | Variante de Alcorcón                      |
| 3,390  | 33 752                  | 9,71                | Entre las variantes de Leganés y Alcorcón |
| 5,130  | 34 611                  | 9,40                | Variante de Leganés                       |
| 8,790  | 36 927                  | 6,85                | Entre Getafe y Leganés                    |
| 13,620 | 33 855                  | 6,75                | Variante de Getafe                        |

## Tramos
| Denominación | Tramo                                                      | km  | Año servicio                                            |
| ------------ | ---------------------------------------------------------- | --- | ------------------------------------------------------- |
| M-406        | Alcorcón A-5 - Leganés Oeste                               | 4   | 1987                                                    |
| M-406        | Leganés Oeste - Getafe Oeste A-42                          | 6,5 | 1 carril por sentido: 1986 2 carriles por sentido: 1986 |
| M-406        | Getafe Sur A-42 - Base Aérea de Getafe                     | 1,5 | 1986                                                    |
| M-406        | Base Aérea de Getafe - Polígono Industrial Los Ángeles A-4 | 2,9 | ¿Años 80?                                               |